# 馬里奧·努齊
馬里奧·努齊（義大利語：Mario Nuzzi，1603年—1673年）是巴洛克時期的義大利畫家，在羅馬相當活躍，被稱為「花的馬力歐」（Mario de' Fiori）。

## 生平
馬里奧·努齊是義大利畫家托馬索·薩利尼的學生，是頭幾位繪製以花為主題静物画的義大利畫家。他也畫過著笞名的「鳥的合唱團」，其中有各式各様的鳥停在樹枝上，就像鳥組成的合唱團。
馬里奧的學生有蘿拉·貝爾納斯科尼及多梅尼科·貝蒂尼。喬瓦尼·瑪麗亞·莫蘭迪曾畫過努齊在工作時的畫像。 1657年，馬里奧加入羅馬的圣路加学院任職。

## 畫作
- 《花籃》（Composizione con vaso di fiori）[1][4]